# Diritto d'autore
Il diritto d'autore è una branca del diritto privato, che ha lo scopo di tutelare i frutti dell'attività intellettuale di carattere creativo (ovvero le opere devono essere nuove e originali), attraverso il riconoscimento all'autore originario (o agli autori in caso di collaborazione creativa) dell'opera di una serie di diritti di carattere sia morale, sia patrimoniale. Il diritto d'autore si applica a opere letterarie e musicali, ad arti figurative, architettura, teatro, cinematografia, programmi per elaboratore e banche dati, ma alcune opere non sono tutelate, ad esempio le leggi o i testi degli atti ufficiali dello Stato o delle amministrazioni pubbliche.
L'esercizio in forma esclusiva di questi diritti da parte dell'autore permette a lui e ai suoi aventi causa di remunerarsi per un periodo limitato nel tempo attraverso lo sfruttamento commerciale dell'opera. In particolare, il diritto d'autore è una figura propria degli ordinamenti di civil law (tra i quali la Francia e l'Italia), mentre in quelli di common law (come gli Stati Uniti e il Regno Unito), esiste l'istituto parzialmente diverso del copyright.

## Gli scopi

### Tutela dell'atto creativo
Dietro all'atto creativo c'è un impegno, un lavoro e un investimento di tempo (spesso anche di denaro), che rendono quindi l'atto creativo un'attività da tutelare riconoscendo i meriti del suo creatore. L'oggetto di tutela del diritto d'autore può essere determinato da una teoria elaborata dal giurista tedesco, Josef Kohler, all'inizio del XX secolo.
Secondo questa teoria si fa una distinzione tra forma esterna, forma interna e contenuto dell'opera creativa. Per forma esterna si intende la forma originaria nel modo in cui viene espressa per la prima volta e questa forma viene completamente tutelata dal diritto d'autore. Per forma interna invece si intende la struttura espositiva (per esempio la struttura narrativa o i personaggi in un libro). Infine il contenuto di un'opera è l'argomento che viene trattato, le idee, i fatti, le informazioni, le teorie in quanto tali, a prescindere dal modo in cui vengono elaborate o esposte. Quest'ultimo non è tutelato dalla legge sul diritto d'autore.

### Tutela economica dell'autore
Il diritto d'autore favorisce la creazione e incentiva a "creare" in quanto il lavoro viene retribuito e ricompensato. Nella storia troviamo un aneddoto conosciuto come "Lettera a Chesterfield", che dimostra l'importanza di questo fattore economico tutelato dal diritto d'autore.
Samuel Johnson era un critico letterario che decise di dedicarsi alla scrittura di un dizionario. Nel 1747, il critico letterario chiese udienza al Conte Philip Lord Chesterfield e gli espose il progetto di un dizionario della lingua inglese, e il conte entusiasta gli diede come anticipo del finanziamento 10 sterline. In seguito si "dimenticò" di finanziare l'opera costringendo lo scrittore a enormi sacrifici economici e duri anni di povertà per poi offrire nuovamente il suo aiuto economico quando il lavoro era pressoché concluso. Samuel Johnson lo definì «colui che guarda con indifferenza un uomo in acqua che lotta per sopravvivere e, quando questi ha raggiunto la riva, lo sovraccarica col suo aiuto».

### Diffusione di arte e scienze
Le opere dell'ingegno creativo, avendo una naturale tendenza a una diffusione estesa e potenzialmente senza limiti (opere materiali e immateriali), richiedono una protezione che vada al di là di quella che può essere apprestata a livello nazionale e che soprattutto presenti un livello minimo di uniformità in tutti i paesi. Non a caso, il par. 2 dell'art. 27 della Dichiarazione universale dei diritti umani riconosce il valore supremo dello sforzo dell'ingegno umano e sancisce quindi che «ogni individuo ha diritto alla protezione degli interessi morali e materiali derivanti da ogni produzione scientifica, letteraria e artistica di cui egli sia autore».
Il procedimento industriale che incoraggia la diffusione delle opere letterarie in serie sembra realmente garantire quel sapere alla portata di tutti: la conoscenza, così, viene ad assumere il carattere della disponibilità diffusa e questo permette modi sempre più fluidi e rapidi della diffusione del sapere.

### Diritto di riproduzione
In Italia il diritto di creare copie a uso personale è trattato nel quadro normativo 663/41 71-sexies. Se fosse legittima l’acquisizione della copia, sarebbe legittimo riprodurla in quanto il 71-sexies afferma:
- È consentita la riproduzione privata di fonogrammi e videogrammi su qualsiasi supporto, effettuata da una persona fisica per uso esclusivamente personale, purché senza scopo di lucro e senza fini direttamente o indirettamente commerciali, nel rispetto delle misure tecnologiche di cui all'articolo 102-quater.
- La riproduzione di cui al comma 1 non può essere effettuata da terzi. La prestazione di servizi finalizzata a consentire la riproduzione di fonogrammi e videogrammi da parte di persona fisica per uso personale costituisce attività di riproduzione soggetta alle disposizioni di cui agli articoli 13, 72, 78-bis, 79 e 80.
- La disposizione di cui al comma 1 non si applica alle opere o ai materiali protetti messi a disposizione del pubblico in modo che ciascuno possa avervi accesso dal luogo e nel momento scelti individualmente, quando l'opera è protetta dalle misure tecnologiche di cui all'articolo 102-quater ovvero quando l'accesso è consentito sulla base di accordi contrattuali.
- Fatto salvo quanto disposto dal comma 3, i titolari dei diritti sono tenuti a consentire che, nonostante l'applicazione delle misure tecnologiche di cui all'articolo 102-quater, la persona fisica che abbia acquisito il possesso legittimo di esemplari dell'opera o del materiale protetto, ovvero vi abbia avuto accesso legittimo, possa effettuare una copia privata, anche solo analogica, per uso personale, a condizione che tale possibilità non sia in contrasto con lo sfruttamento normale dell'opera o degli altri materiali e non arrechi ingiustificato pregiudizio ai titolari dei diritti.[1]

## Diritto morale d'autore
Il diritto morale d'autore è uno dei diritti d'autore riconosciuto praticamente in tutte le legislazioni, anche in quelle di common law. Questo diritto "nasce" dal momento in cui l'atto/opera creativa si manifesta. È una forma di diritto la cui durata di tempo è illimitata, cioè continua a protrarsi anche dopo la morte dell'autore stesso. All'autore contraente tale diritto spettano le fondamentali e inalienabili facoltà di rivendicare la paternità dell'opera (articolo 20), in particolare il diritto di rivendicazione, il diritto di identificarsi (l'autore ha il diritto di essere menzionato nei crediti o nell'opera stessa), il diritto di disconoscere i falsi (l'autore ha il diritto di contestare la supposta paternità di un'opera falsa grazie anche alla tutela del nome e al diritto all'identità personale, in quanto, nel caso di opera falsa, l'autore subisce un danno al suo nome) e il diritto di rivelarsi (articolo 21): l'autore può esercitare il diritto sia rivendicando a sé la paternità della sua opera, sia pretendendo che il proprio nome sia presente sugli esemplari dell'opera o che venga indicato in occasione di ogni forma di utilizzazione e di comunicazione pubblica come l'esecuzione, la rappresentazione, la proiezione cinematografica, la diffusione radiofonica e televisiva, la recitazione e così via. Inoltre l'autore ha il diritto di opporsi a qualsiasi deformazione o modifica dell'opera che possa danneggiare la sua reputazione o il suo onore; ha il diritto di valutare e concedere la modificazione della propria opera e una volta concessa non può più impedirla..
In Italia la paternità dell'opera è irrinunciabile salvo modifica esplicita autorizzata dall'autore in vita (articolo 22). Dopo la sua morte, figli o coniuge (in loro mancanza, genitori, altri ascendenti e discendenti diretti) possono manifestare e rivendicare in totalità e senza limiti temporali i diritti morali dell'autore deceduto. Qualora le finalità pubbliche lo esigano, la relativa azione può essere esercitata dal Presidente del Consiglio dei Ministri (articolo 23).
Solo l'autore può decidere se e quando pubblicare la sua opera. Può anche lasciarla per sempre inedita od opporsi alla prima pubblicazione, recedendo da contratti che l'abbiano autorizzata. Il diritto di inedito si esaurisce con la pubblicazione dell'opera. Se l'autore ha espressamente vietato la pubblicazione di una sua opera, neppure gli eredi, alla sua morte, possono esercitare questo diritto (articolo 24), che può essere espropriato solo per ragioni di interesse dello Stato.
L'autore ha il diritto di ritirare un'opera dal commercio, ma ha l'obbligo di indennizzare coloro che hanno acquistato i diritti di riprodurre, diffondere, eseguire, rappresentare o spacciare l'opera medesima (articolo 142 della legge sul diritto d'autore e articolo 2582 del codice civile).
Tra i diritti morali esiste anche il diritto di disconoscere i falsi, che impedisce di associare il nome dell’autore a opere false. Un’opera contraffatta che viene presentata come originale è un plagio, ossia una violazione del diritto di paternità a cui possono poi ricollegarsi altre violazioni, ad esempio dei diritti patrimoniali, se il falso d’autore viene sfruttato per fini commerciali. Tale diritto è esercitabile anche successivamente alla vendita dell’opera e nei confronti dell’eventuale committente. Questo diritto discende dal diritto al nome e allo pseudonimo (diritti della persona), che trova il suo fondamento nell’articolo 2 della Costituzione.
Oltre al diritto di paternità esiste anche il diritto di integrità che si configura in due aspetti, uno di carattere morale, previsto all’art. 20 della LdA: per cui l’autore, anche dopo la cessione del diritto di utilizzazione, “può opporsi a qualsiasi deformazione, mutilazione, o altra modificazione dell’opera stessa, che possa essere di pregiudizio al suo onore e alla sua reputazione” e uno di carattere patrimoniale, che consiste nel diritto esclusivo di modificare l’opera spettante all’autore (art. 18 ult. comma LdA), ed è trasferibile come tutti i diritti di utilizzazione economica.

### Cessione del diritto morale d'autore
Ci sono in realtà anche delle eccezioni di tale diritto che può essere ceduto. Esiste infatti la figura professionale del cosiddetto ghostwriter, ovvero di coloro che scrivono per conto di terzi (personaggi dello spettacolo, registi, scrittori ecc.) essi rinunciano ai diritti morali dell'opera. Rimangono però portanti i due principi applicati praticamente a livello mondiale. Il diritto morale d'autore deve essere esplicitamente ceduto perché è separato dal copyright o diritto di sfruttamento e che può essere ceduto solo dal titolare stesso del diritto, l'autore dichiarato o effettivo che sia, mentre è in vita. Alla sua morte diviene inalienabile.

### Eccezioni al diritto d'autore
Durante la durata dei diritti patrimoniali, in linea di principio è vietata qualsiasi riproduzione o esecuzione dell'opera senza il consenso del titolare di tali diritti. Tuttavia, al fine di garantire un equilibrio tra i diritti d'autore e l'accesso del pubblico all'informazione e alla cultura, ci sono solitamente alcune eccezioni in cui è possibile riprodurre e rappresentare l'opera senza previa autorizzazione. Le eccezioni riguardano solo i diritti economici e non i diritti morali. Per questo motivo è obbligatorio citare il nome dell'autore ogni volta che si utilizza l'opera. Alcune eccezioni riguardano solo il diritto di riproduzione (copia privata), altre solo il diritto di rappresentanza. Tuttavia, la maggior parte delle eccezioni copre queste due prerogative.
Gli utilizzi dell'opera per i quali non è necessario ottenere il permesso sono generalmente i seguenti:
- l'eccezione per copia privata, che consente la riproduzione per uso privato di un'opera;
- la rappresentazione di un'opera nella cerchia dei familiari e degli amici intimi, purché non dia luogo ad alcuna forma di pagamento;
- la riproduzione e la rappresentazione di analisi e brevi citazioni a scopo illustrativo o critico di opere pubblicate;
- imitazione di un'opera per farne una parodia o caricatura;
- la riproduzione e la rappresentazione di estratti di un'opera a fini informativi, in particolare nell'ambito di rassegne stampa prodotte da giornalisti;
- la riproduzione di opere in vista della costituzione di archivi da parte di biblioteche accessibili al pubblico, istituti scolastici o musei, che non ricerchino alcun vantaggio commerciale o economico diretto o indiretto;
- la rappresentazione di opere alle persone con disabilità e il loro adattamento a loro vantaggio;
- l'eccezione pedagogica, che consente a un insegnante di riprodurre ed eseguire estratti di opere a beneficio dei suoi studenti.
- la protezione del software è limitata al suo codice. Se l'autore del software è un lavoratore dipendente, i diritti economici spettano automaticamente al suo datore di lavoro.

I titolari dei diritti d'autore ricevono una remunerazione finanziata da un'imposta sui supporti vergini introdotta in risposta all'eccezione per copia privata. Quest'ultimo non si applica ai programmi per computer, sebbene l'utente abbia il diritto di effettuare una copia di backup.
L'eccezione di stampa comprende la riproduzione o la rappresentazione, in tutto o in parte, di un'opera d'arte grafica, plastica o architettonica, mediante la stampa scritta, audiovisiva o telematica, a scopo esclusivo di informazione immediata e direttamente connessa quest'ultimo, purché sia chiaramente indicato il nome dell'autore.
Infine, l'eccezione didattica non si applica alle opere prodotte a fini didattici. Altri criteri attenuano questa eccezione: si applica alla riproduzione e rappresentazione di estratti di opere a fini esclusivamente illustrativi nell'ambito della didattica e della ricerca, destinati a un pubblico costituito prevalentemente da studenti, studenti, docenti o ricercatori direttamente interessati; l'uso deve essere fatto senza alcuno sfruttamento commerciale.
L'articolo 9 della Convenzione di Berna stabilisce che le eccezioni al diritto d'autore si applicano solo alla triplice condizione che corrispondano a casi particolari, che non pregiudichino il normale sfruttamento dell'opera d'autore e che non pregiudichino irragionevolmente i legittimi interessi di il titolare del diritto.
Al di là del rigoroso quadro della legge stessa, le licenze libere e le licenze aperte possono essere considerate eccezioni al diritto d'autore, poiché l'autore devia il principio del monopolio e ridefinisce così la nozione di diritto.

## Diritto patrimoniale
Il diritto patrimoniale è un diritto soggettivo, spesso classificato come un diritto umano per le persone fisiche poiché riguarda i loro beni. I diritti patrimoniali sono i diritti esclusivi dell'autore di utilizzare economicamente la sua opera e di trarne un compenso per ogni tipo di uso.
Si tratta in particolare di quelle leggi che proteggono i diritti degli autori di opere artistiche, letterarie, musicali e scientifiche.
Tra i diritti patrimoniali si distinguono:
- Diritti reali, anche detti assoluti, ovvero quei diritti patrimoniali che attribuiscono al titolare un potere assoluto e immediato sul bene oggetto del diritto. Questi diritti possono essere fatti valere erga omnes (nei confronti di chiunque) verso tutti gli altri soggetti e impongono una generale soggezione a favore del titolare e un generale obbligo negativo di non turbare o violare i suoi diritti.
- Diritti relativi, che il titolare può far valere in personam (nei confronti di uno o più soggetti), che circoscrivono tale soggezione a una o più persone determinate, obbligate a dare, fare o non fare qualcosa, come avviene nei diritti di obbligazione o di credito.[13]

Il diritto patrimoniale è riconosciuto dall'articolo 17 della Dichiarazione universale dei diritti umani, ma non è riconosciuto nella Convenzione internazionale sui diritti civili e politici o nella Convenzione internazionale sui diritti economici, sociali e culturali. La Convenzione europea dei diritti dell'uomo, nel protocollo 1, articolo 1 riconosce un diritto per persone fisiche e giuridiche a "godere dei suoi beni", soggetto all'"interesse generale o per assicurare il pagamento delle imposte".
A differenza dei diritti morali, i diritti patrimoniali sono rinunciabili e hanno un limite temporale, cui la Convenzione di Berna pone una soglia minima di 50 anni, che molti Paesi hanno ritenuto insufficiente affinché l'opera possa considerarsi di pubblico dominio, tra i quali l'Italia, che nel 1996 ha esteso la durata dei diritti patrimoniali a 70 anni.

### Diritti patrimoniali in Italia
Diritti di distribuzione e riproduzione:
- Pubblicazione (art. 12[16]): L'art. 12 l.d.a. stabilisce al primo comma che "l‘autore ha il diritto esclusivo di pubblicare l'opera". Al terzo comma stabilisce che "è considerata come prima pubblicazione la prima forma di esercizio del diritto di utilizzazione". Il concetto di pubblicazione è espresso, anche se in termini diversi, sia negli artt. 3, 5, 6, 7, 10 e 10-bis della Convenzione dell'Unione di Berna, negli articoli III, IV, V e VI della Convenzione universale di diritto d'autore, e negli artt. 9 e 12 dei TRIPs, oltre all'art. 1 del Wipo Copyright Act. Tale concetto è espresso anche nelle Direttive Comunitarie, in particolare nelle Direttive 93/98, 01/29 e 01/84. L'individuazione del primo momento di pubblicazione dell'opera ha un rilievo sia dal punto di vista economico che sul piano giuridico, riguardo alle norme applicabili (si pensi per esempio alle fattispecie costitutive o alla durata dei diritti). L'opinione prevalente della dottrina italiana ritiene che la pubblicazione, rilevante ai fini interpretativi della l.d.a., sia quella attraverso la quale si rende disponibile a un pubblico indeterminato, per la prima volta, l'opera mediante uno qualsiasi dei modi di utilizzazione. La dottrina esprime però dubbi sull'autonomia di questa facoltà.[17]
- Riproduzione (art. 13[18]): Il diritto di riproduzione è attribuito in via esclusiva all'autore dell'opera dell'ingegno e ha per oggetto "la moltiplicazione in copie diretta o indiretta, temporanea o permanente, in tutto o in parte dell'opera, in qualunque modo o forma, come la copiatura a mano, la stampa, la litografia, l'incisione, la fotografia, la fonografia, la cinematografia e ogni altro procedimento di riproduzione", ivi compreso il diritto di registrare l'opera su qualunque supporto riproduttore di suoni, di voci o di immagini, qualunque sia la tecnologia utilizzata (art. 61[19]). L'articolo è stato riformato dal D. Lgs. 68/03., di recepimento della Direttiva 29/01/CE. Tradizionalmente il concetto di riproduzione è sempre stato limitato alla realizzazione di copie permanenti e fissate su di un supporto materiale che rende percepibile l'opera, e mai applicato alla comunicazione dell'opera mediante esecuzione rappresentazione e recitazione o diffusione a distanza. Il requisito della fissazione distingue la riproduzione dalle altre forme di utilizzazione dell'opera, che si realizzano in forma "immateriale". Con l'avvento del mondo digitale la copia (intesa quale esemplare materiale) non è più identificata con il supporto che la contiene e non è più necessaria ai fini della fruizione dell'opera.[20]
- Trascrizione (art. 14[21]): Il diritto di trascrizione riguarda le opere orali, ovvero quelle opere che sono trasmesse per via orale e sono testualmente comprese nella protezione del diritto d'autore in virtù dell'art. 2 della legge. L'art. 14 regola una particolare forma di utilizzazione dell'opera orale, che consiste nel trasformarla in opera scritta oppure nel riprodurla con uno qualunque dei mezzi contemplati nell'art. 13: stampa, litografia, incisione, fotografia, fonografia, cinematografia e ogni altro mezzo di riproduzione.[22]
- Il diritto di esecuzione e rappresentazione (art. 15[23]): Il diritto esclusivo di eseguire, rappresentare o recitare in pubblico ha per oggetto "l'esecuzione, la rappresentazione o la recitazione, comunque effettuate, sia gratuitamente che a pagamento, dell'opera musicale, dell'opera drammatica, dell'opera cinematografica, di qualsiasi altra opera di pubblico spettacolo e dell'opera orale" (art. 15). Tutti questi diritti si riferiscono a una forma di comunicazione diretta dell'opera al pubblico, dove il godimento dell'opera da parte dei terzi è immediato, è cioè conseguito nel momento stesso dell'utilizzazione dell'opera. Di conseguenza è necessaria la presenza di un pubblico, indipendentemente dalla circostanza che l'utilizzazione sia gratuita o a pagamento. Il criterio di differenziazione tra i due termini rappresentazione ed esecuzione consiste non tanto e non solo nella categoria a cui appartiene l'opera, secondo la distinzione operata dall'art. 15 1° comma della legge sul diritto d'autore, quanto nella esistenza o meno di un "gioco scenico" fra più personaggi.[24] È ammessa l'esecuzione in pubblici esercizi di opere radiodiffuse ma è dovuto all'autore un equo compenso (art. 58[25]). L'esposizione in pubblico di opere delle arti figurative è un diritto del titolare dei diritti d'uso commerciale (art. 12[16]).
- Il diritto di comunicazione al pubblico distante (art. 16[26]): "Il diritto esclusivo di comunicazione al pubblico su filo o senza filo dell'opera ha per l'oggetto l'impiego di uno dei mezzi di diffusione a distanza" come la radio o la televisione sia satellitare che via cavo, ma anche servizi che mettono a "disposizione del pubblico dell'opera in maniera che ciascuno possa avervi accesso dal luogo e nel momento scelti individualmente" come servizi internet on demand.[26] È possibile fare linking e framing di un contenuto pubblicato in violazione del diritto di autore se non è effettuato a fine di lucro e a condizione di non sapere che tale diritto è stato violato.[27] D'altro canto la sentenza del 9 marzo 2021 C-392/19 approfondisce il caso in cui la pubblicazione sul primo sito abbia adottato misure contro il framing che non potrà essere applicato poiché non si può prescindere dal consenso del titolare del diritto.[28]
- Distribuzione (art. 17[29]): "il diritto esclusivo di distribuzione ha per oggetto la messa in commercio o in circolazione o comunque a disposizione del pubblico, con qualsiasi mezzo e a qualsiasi titolo, dell'originale dell'opera o degli esemplari di essa e comprende, altresì, il diritto esclusivo di introdurre nel territorio degli Stati della Comunità Europea, a fini di distribuzione, le riproduzioni fatte negli Stati extracomunitari". Il diritto di distribuzione è dunque uno dei diritti esclusivi, così definiti poiché conferiscono al titolare degli stessi il diritto di escludere chiunque altro dal loro godimento, che la tutela autoriale costituisce in capo all'autore dell'opera per consentirne lo sfruttamento economico.[30] Questo è l'unico diritto per cui vale il cosiddetto principio di esaurimento: con il primo atto di vendita di una copia dell'opera viene meno il diritto di distribuzione di quella copia per l'autore e passa al nuovo titolare. Il principio di esaurimento vale in tutta l'Unione europea (questo permette all'autore di frazionare i mercati). Per quanto riguarda i software, gli autori non possono opporsi alla rivendita delle proprie licenze usate che consentono di utilizzare i loro programmi scaricati via internet, proprio in forza del principio di esaurimento. Per quanto riguarda le opere figurative vale il diritto di seguito (art. 144[31]): diritto a un equo compenso che spetta agli autori di arti plastiche per la rivendita delle loro opere realizzata da rivenditori professionisti.
- Diritti di elaborazione (art.18): Il suddetto articolo distingue tra traduzione ed elaborazione e pubblicazione di opere in raccolta.  Tutte le modifiche (traduzione, raccolta in antologie) fatte all’opera costituiscono esercizio del diritto esclusivo del diritto di elaborazione, e deve essere quindi autorizzato dal titolare. “Il diritto esclusivo di tradurre ha per oggetto la traduzione dell’opera in altra lingua o dialetto. Il diritto esclusivo di elaborare comprende tutte le forme di modificazione, di elaborazione e di trasformazione dell’opera previste nell’art. 4. L’autore ha altresì il diritto esclusivo di pubblicare le sue opere in raccolta. Ha infine il diritto esclusivo di introdurre nell’opera qualsiasi modificazione.” Si tratterebbe di un'opera nuova e originale nel caso in cui la modifica presenti caratteri di creatività (novità e originalità), ma la facoltà di modificare rimane esclusivamente al titolare. Nel caso di pubblicazione di opere in raccolta L’articolo 70 tratta le eccezioni delle libere utilizzazioni: le antologie a uso scolastico sono permesse dietro equo compenso. Per quanto riguarda la parodia e la riscrittura di un’opera in chiave comica o satirica: nell’ordinamento italiano non c’è una norma che regoli direttamente questo aspetto, ma la Giurisprudenza offre diverse interpretazioni. L’articolo 70 della legge sul diritto d’autore garantisce il diritto di critica, ma vieta la riproduzione integrale. Inoltre, l'articolo 70 consente l'utilizzo di brani o parti di opere per finalità di critica, discussione o insegnamento, purché l'utilizzo sia proporzionato allo scopo, non danneggi lo sfruttamento economico dell'opera e venga sempre indicato il nome dell'autore e la fonte. Questo tipo di eccezione è essenziale per garantire un equilibrio tra la tutela dei diritti dell'autore e altri diritti fondamentali, come la libertà di espressione e il diritto all’informazione, riconosciuti dalla Costituzione italiana. In tal senso, la giurisprudenza costituzionale ha sottolineato la necessità di evitare che la protezione del diritto d'autore si trasformi in uno strumento di compressione eccessiva delle libertà civili. Gli articoli 21 e 33 potrebbero far pensare alla legittimazione della parodia in quanto manifestazione della libertà di espressione, garantito dalla Costituzione. Eccezioni: Opere architettoniche (art. 20): l’autore non può opporsi alle modifiche che portano alla finalizzazione dell’opera; articoli di giornale (art. 41): al direttore spetta il diritto di introdurre modificazioni di forma (inclusa soppressione o riduzione di parti) agli articoli per permetterne la pubblicazione in base alla natura del giornale; opere cinematografiche (art. 47): il produttore può apportare le modifiche necessarie per l’adattamento cinematografico; software (art. 64-ter e 64-quater): il titolare può correggere gli errori, può studiare il software per capirne il funzionamento e conseguire l’interoperabilità con altri programmi; banche dati (art. 64 sexies): le modifiche sono possibili nel caso in cui si debba accedere ai contenuti.
- Noleggio e prestito (art. 18-bis[32]): il noleggio è un diritto esclusivo dell'autore. Il prestito lo diventa solo se fatto da istituzioni aperte al pubblico, ma è legittimo tra privati. La differenza tra il noleggio e il prestito è che il primo ha fini commerciali ed è a pagamento, il secondo è gratuito.

## Accordi internazionali
In materia di diritto d'autore le fonti del diritto comprendono, oltre a quelle normative interne dei singoli Stati, anche le convenzioni internazionali. Nel 1991, inoltre, la Comunità europea ha stabilito che le norme di diritto comunitario prevalgono su quelle nazionali degli Stati membri.

### Ubiquità delle opere e territorialità della protezione
Le opere dell'ingegno possono essere divulgate e utilizzate economicamente anche fuori dai confini del singolo Stato in cui sono state create e hanno quindi carattere di ubiquità. A fronte di questa caratteristica la tutela del diritto d'autore mira a non limitare spazialmente e territorialmente la protezione delle opere, per giungere a una regolamentazione universale.
Secondo il principio di territorialità le leggi devono essere applicate su un determinato territorio e quindi ai cittadini ivi residenti; ciò implica che la protezione si applichi solo all'utilizzazione dell'opera che avviene nel territorio dello Stato.
In Italia, ad esempio, ciò trova riscontro nell'art. 54 della Legge 31 maggio 1995, n. 218 - "Riforma del sistema italiano di diritto internazionale privato" il quale recita:
"I diritti su beni immateriali sono regolati dalla legge dello Stato di utilizzazione."
Per quanto riguarda le opere italiane all'estero, l'ordinamento italiano si appoggia alle regole dello Stato in cui l'opera viene di volta in volta utilizzata.

### Reciprocità e trattamento dello straniero
Prendendo come esempio la legge italiana, essa non tutela tutte le opere che presentino caratteri di proteggibilità. Infatti la protezione viene riservata solo alle opere di autori italiani e stranieri che vengano create o pubblicate per la prima volta esclusivamente in Italia. Per le opere di autori stranieri, invece, lo Stato italiano applica la regola generale sul "Trattamento dello straniero" contenuta nell'art. 16 delle preleggi che stabilisce:
"Lo straniero è ammesso a godere dei diritti civili attribuiti al cittadino a condizione di reciprocità e salve disposizioni contenute in leggi speciali"
Ciò vale a dire che lo Stato italiano riserva tutela all'autore straniero solo se lo Stato di origine di quest'ultimo riserva ai cittadini italiani nel suo territorio gli stessi trattamenti che riserva ai suoi cittadini.
Queste regole possono trovarsi in contrasto con il "Principio di non discriminazione" stabilito dall'art. 6 del Trattato CE secondo cui:
"per combattere le discriminazioni fondate sul sesso, la razza o l'origine etnica, la religione o le convinzioni personali, gli handicap, l'età e le tendenze sessuali."
Tuttavia, hanno contribuito a convincere tutti gli Stati a concludere delle Convenzioni internazionali al fine di superare il principio di reciprocità e creare un regime internazionale per il diritto d'autore.
Un esempio importante fu il caso Phil Collins.
Art. 12 trattato CE: (non discriminazione). Sentenza CdG 20.10.93 caso Phil Collins (stato tedesco non riconosceva le opere di Phil Collins ma solo quelli di altri tedeschi). Questo articolo sancisce che gli stati non possono discriminare i beni provenienti da altri paesi.

### Principio di assimilazione
Questo principio compare sia negli atti della Convenzione di Berna, sia nella convenzione universale sul diritto d'autore, e ha valenza sia per le opere edite, sia per quelle inedite.
In base a tale principio:
- ciascuno Stato è obbligato ad accordare agli autori stranieri la medesima protezione che esso accorda nei propri territori ai propri cittadini.
- Il principio di assimilazione si applica naturalmente ai soli paesi che sono membri di convenzioni internazionali che lo prevedono. Il medesimo principio non si applica invece a paesi non membri delle convenzioni.[34]

### Statuto d'Anna
Lo Statuto di Anna venne approvato nel 1710 per ovviare ai problemi determinati dalla massiccia diffusione dei testi a stampa, che rese possibile una circolazione della cultura in modo molto rapido. In particolare, con l'incremento della circolazione dei testi, divenne più immediata anche la diffusione di copie non autorizzate di libri. Il primo modello normativo riconobbe il diritto di stampa esclusivamente ai librai, tuttavia questo provvedimento venne ritenuto non giusto, in quanto risultava essere una limitazione agli autori; per questo motivo fu emanato lo Statuto d'Anna in cui è riconosciuto il diritto di appartenenza di un'opera a un autore e la possibilità di disporne come più gli aggrada.

### Convenzione di Berna
La Convenzione di Berna (CUB) venne stipulata nel 1886 nell'ambito della tutela di opere letterarie e artistiche. Al suo interno furono stabiliti due principi molto importanti: un livello di tutela minimo e la tutela egualitaria per i cittadini degli Stati aderenti e delle altre nazioni. Inoltre, fu stabilito per la prima volta il riconoscimento reciproco del diritto d'autore tra le nazioni aderenti al trattato.
Inizialmente gli Stati Uniti rinunciarono ad aderire alla convenzione, perché ciò avrebbe richiesto grossi cambiamenti nella loro legislazione sul copyright (come la rimozione della necessità di registrazione e della nota di copyright). Vi aderirono poi nel 1989.

### Convenzione universale sul diritto d'autore
La Convenzione universale sul diritto d'autore venne firmata a Ginevra il 6 settembre 1952 da 32 Stati, tra cui l'Italia, dove è entrata in vigore il 26 gennaio 1957, e gli Stati Uniti d'America. Questi ultimi non avevano in precedenza aderito alla Convenzione di Berna del 1886 sulla protezione delle opere letterarie e artistiche.
Il trattato stabilisce che non c'è bisogno di registrare l'opera, è solo l'atto di creazione dell'opera che crea anche la protezione del diritto d'autore. Gli Stati Uniti invece avevano nel loro ordinamento una legge che obbligava la registrazione dell'opera per fare in modo che il diritto potesse essere esercitato, quindi non aderivano alla Convenzione di Berna. Nel 1952 viene stipulata la CUA che mette in comunicazione questi 2 mondi. Il ponte tra queste due concezioni giuridiche è costituito dall'adozione di una formalità minima soddisfatta la quale i cittadini stranieri ottengono la tutela anche negli stati aderenti: la © e il nome dell'autore e l'anno posti nell'opera. Quindi di fatto l'opera viene tutelata automaticamente dal diritto d'autore nel momento in cui viene creata e si applica quel simbolo con il nome e la data.
La suddetta convenzione, la dichiarazione, la risoluzione e i tre protocolli sono stati in seguito riveduti e firmati a Parigi il 24 luglio 1971 e hanno sostituito le disposizioni firmate a Ginevra.
Ad oggi la © e il nome dell'autore non sono più una formalità necessaria per il riconoscimento dei diritti d'autore anche negli Stati Uniti ma sono utili a presupporre la paternità di tale opera.

### 1961 Roma (AIE, PF, OR)
Nuova convenzione sui diritti connessi al diritto d'autore (quindi per esempio sulle opere minori che non sono vere e proprie opere, come le fotografie) che hanno diversi termini rispetto a quello generale (per esempio durata inferiore della copertura del diritto).

### Organizzazione mondiale per la proprietà intellettuale
In seguito alla stipulazione di Convenzioni come CUB e CUA venne istituita nel 1893 la BIRPI (acronimo francese di Bureaux Internationaux Réunis pour la Propriété Intellectuelle) meglio conosciuta dal 1967 come WIPO (World Intellectual Property Organization) e in Italia come OMPI (Organizzazione mondiale per la proprietà intellettuale). Quest'organizzazione è nata con lo scopo di "promuovere attraverso la cooperazione internazionale la creazione, disseminazione, uso e protezione della mente umana per il progresso economico, culturale e sociale di tutta l'umanità".
Nel 1974 divenne un'agenzia specializzata presso l'Organizzazione delle Nazioni Unite, e successivamente, nel 1996, firmò un patto di cooperazione con la World Trade Organization (WTO), espandendo il proprio ruolo e sottolineando sempre più la crescente importanza della proprietà intellettuale nel commercio internazionale.

### Accordo TRIPs
L'accordo Trade Related Aspects of Intellectual Property Rights (TRIPs), adottato a Marrakech 15 aprile 1994 - "Accordo relativo agli aspetti dei diritti di proprietà intellettuale attinenti al commercio".
Quest'accordo è stato stipulato da tutti gli Stati membri, intenzionati a ridurre le incomprensioni e gli impedimenti in ambito di commercio internazionale, tenendo conto della necessità di favorire una protezione sufficiente ed efficace dei diritti della proprietà intellettuale e operando in modo che le misure e le procedure da mettere in atto non diventino esse stesse ostacoli ai legittimi scambi.
Come la WIPO, anche il TRIPS contribuisce all'aumento dell'importanza della proprietà intellettuale nel commercio internazionale, ed è proprio nell'art. 7 che viene messo in evidenza il collegamento tra protezione della proprietà intellettuale e sviluppo tecnologico, nell'interesse dei cittadini consumatori e produttori.
Secondo un primo principio lo Stato deve riconoscere al cittadino straniero un trattamento equivalente a quello riservato ai propri cittadini in termini di diritto d'autore e secondo la clausola della "nazione favorita" l'accordo TRIPS impone a ogni Stato aderente di riservare ai cittadini di altri Stati membri, un trattamento non meno favorevole di quello riservato al cittadino di un altro Stato ancora.
La durata della protezione è di 50 anni dalla morte dell'autore, con le stesse eccezioni previste nella Convenzione di Berna nell'art. 7 (art. 12). Inoltre nell'articolo 9 comma 2, sempre relativamente al rapporto con la convenzione di Berna, viene specificato che il diritto d'autore "copre le espressioni e non le idee, i procedimenti, i metodi di funzionamento o i concetti matematici in quanto tali".
Questo è l'accordo internazionale sulla proprietà intellettuale di più ampia portata, infatti alla sua conclusione sono state inserite in un unico testo internazionale tutte le aree della proprietà intellettuale: il diritto d'autore, i diritti connessi al diritto d'autore, il marchio, le indicazioni geografiche, i disegni industriali, i brevetti, i lavori topografici, il know-how e le informazioni segrete per motivi commerciali.

### Trattato di Marrakech del 28 giugno 2013
Il trattato di Marrakech, ufficialmente «Trattato di Marrakech per facilitare l'accesso ai testi pubblicati alle persone cieche, con incapacità visive o altre difficoltà ad accedere al testo stampato, è un trattato internazionale sottoscritto su impulso dell'Organizzazione mondiale per la proprietà intellettuale (OMPI), a Marrakech, Marocco, il 28 giugno 2013. che ha introdotto il principio che il diritto d'autore trovi una vistosa deroga di fronte alla necessità di permettere ai non vedenti o ipovedenti di accedere su un piano di parità al sapere.

#### Paesi firmatari
Un totale di 51 paesi ha sottoscritto il trattato nella conferenza diplomatica di Marrakech. Il 30 giugno 2016 con la ratifica da parte del Canada si è raggiunta la quota di 20 ratifiche, necessarie per l'entrata in vigore del trattato.

## Tutela del diritto d'autore e utilizzo delle tecnologie di protezione
I nati a partire dal 1985 vengono definiti nativi digitali, persone nate in una società che usa costantemente i nuovi mezzi tecnologici e non ha problemi nell'interagire con essi. L'avvento tecnologico sempre più ha interessato ogni aspetto della vita quotidiana, dall'apprendimento cognitivo al commercio elettronico. L'evoluzione tecnologica, ha evidenziato le criticità legate alla tutela del diritto d'autore e del suo controllo sullo sfruttamento dell'opera, nel nuovo contesto. Le tecnologie digitali, infatti, permettono la riproduzione, la modificazione e la trasmissione di opere in modo sempre più semplice e veloce, con o senza l'autorizzazione dell'autore.
La digitalizzazione e la grande facilità con cui si possono riprodurre e far circolare i contenuti protetti dal diritto d'autore ha posto nuovi problemi sulle modalità attraverso cui gestire i diritti di proprietà intellettuale, infatti, potenzialmente, qualsiasi utente di contenuti digitali (canzoni, immagini, testi e così via) può tramutarsi in un potenziale produttore di copie infinite, perfette e senza costi. L'utilizzo di tecnologiche di protezione (TPM: Technological Protection Measures) per arginare il problema della protezione dei diritti di proprietà intellettuale nell'ambiente digitale anche se ostacola la riproduzione delle opere viene spesso aggirata attraverso metodologie fraudolente e a basso costo. Da qui la necessità di introdurre norme finalizzate a impedire l'utilizzazione e la commercializzazione di tecnologie dirette ad aggirare le misure tecnologiche di protezione.

### Norme contro l'elusione delle misure di protezione tecnologica (TPM)
I legislatori, sia a livello comunitario che internazionale, hanno operato sia rafforzando le prerogative dei titolari dei diritti che introducendo una disciplina ad hoc relativa all'elusione delle misure di protezione tecnologica, attraverso:
- I Trattati WIPO (World Intellectual Property Organization)[44] stipulati a Ginevra nel 1996.
- Le disposizioni dei Trattati WIPO sono state recepite e integrate:
  - dagli Stati Uniti, con il Digital Millennium Copyright Act (DMCA) del 1998[45],
  - dall'Unione europea con la Direttiva 2001/29/CE[46].

#### Normazione comunitaria: La direttiva 2001/29/CE
In particolare con la Direttiva 2001/29/CE il legislatore comunitario, affrontando il tema dell'armonizzazione del diritto d'autore e dei diritti connessi nella società dell'informazione, ha introdotto la disciplina delle misure tecnologiche di protezione.

##### Misure tecnologiche efficaci (art.6)[48]
l'articolo 6 della accorda una tutela giuridica solo quelle misure tecnologiche che soddisfano il criterio dell'efficacia. La Direttiva chiarisce che cosa s'intende con il termine "efficaci" e fornisce anche una definizione generale di "misure tecnologiche". Le misure tecnologiche sono tutelate dall'art. 6 solamente se sono destinate a impedire o limitare atti che rientrano nel potere di autorizzazione posto in capo al titolare. Se, invece, una misura tecnologica impedisce attività che non sono protette né dalle norme in materia di diritto d'autore o di diritti connessi né dalle norme concernenti il diritto sui generis delle banche dati, l'art. 6 non ne vieta l'elusione, indipendentemente dal fatto che il titolare abbia autorizzato queste attività. Ad esempio, se un'opera è caduta in pubblico dominio perché i termini di protezione sono scaduti, nessuna misura tecnologica che ne impedisce la riproduzione gode della tutela della norma.

##### La protezione contro dispositivi e/o strumenti di elusione (art.6)
Il secondo comma dell'art. 6 (andando oltre il testo dei due Trattati WIPO) vieta una vasta gamma di attività preparatorie. Nel dettaglio l'art. 6 impegna gli Stati Membri a predisporre un'adeguata protezione giuridica contro la fabbricazione, l'importazione, la distribuzione, la vendita, il noleggio, la pubblicità per la vendita o il noleggio o la detenzione a scopi commerciali di attrezzature, prodotti o componenti o la prestazione di servizi che abbiano finalità di eludere, o di rendere possibile l'elusione di efficaci misure tecnologiche.

##### Le eccezioni e le limitazioni al diritto d'autore (art.5)[54]
La Direttiva all'art. 5, affronta il tema delle eccezioni e limitazioni al diritto d'autore. La norma in esame, pur contenendo un ampio elenco di eccezioni e limitazioni, non determina in assoluto un numero chiuso di limitazioni, concedendo agli Stati Membri la facoltà, di disporre eccezioni e limitazioni per taluni usi di scarsa rilevanza, in cui le limitazioni già esistono nel diritto nazionale, purché esse riguardino solo utilizzi analogici e non incidano sulla libera circolazione delle merci e dei servizi all'interno della Comunità. Al di fuori delle eccezioni appena viste, gli Stati non possono prevedere limitazioni che non siano incluse nell'art.5, e le limitazioni esistenti a livello nazionale devono essere modificate o eliminate nella misura in cui non rientrano nella lista esaustiva di tale norma. Sulla materia è nuovamente intervenuta la legislazione comunitaria con la Direttiva 2019/790/UE, sul punto si veda Direttiva sul diritto d'autore nel mercato unico digitale, su tale recente norma comunitaria si è aperto un vivace dibattito il cui primo risvolto è stato l'approvazione da parte della Commissione UE della registrazione dell'iniziativa i dal titolo Libertà di condividere promossa dall'associazione GOIPE, formata da cittadini di 8 paesi europei, con cui si chiede di legalizzare il file sharing.

##### Obblighi relativi alle informazioni sul regime dei diritti (art.7)[59]
L'art. 7, fornisce tutela giuridica alle informazioni sul regime dei diritti. La norma dispone che gli Stati Membri prevedano una protezione giuridica contro chiunque compia atti finalizzati a:
- rimuovere o alterare le informazioni elettroniche sul regime dei diritti;
- distribuire, importare, diffondere, comunicare o mettere a disposizione del pubblico opere o altri materiali protetti, da cui siano state rimosse o alterate le informazioni elettroniche sul regime dei diritti;

#### Recepimento della direttiva in Italia
L'Italia ha dato attuazione della Direttiva 2001/29/CE con il Decreto Legislativo del 9 aprile 2003, n. 68. Il legislatore nazionale ha operato inserendo le nuove disposizioni di attuazione nella legge sul diritto d'autore (L. 22 aprile 1941, n. 633).
In particolare:
- l'art.102-quarter[66], definisce le misure tecnologiche di protezione come tutte le tecnologie, i dispositivi od i componenti che, nel normale corso del loro funzionamento, sono destinati a impedire o limitare atti non autorizzati dai titolari dei diritti, e sancisce il diritto dei titolari dei diritti d'autore e dei diritti connessi, e dei titolari dei diritti sulle banche dati di apporre, sulle opere o sui materiali protetti, TPM[67] efficaci, chiarendo le condizioni alle quali le misure tecnologiche di protezione sono considerate efficaci[64].
- l'art. 71-quinquies[68] regola il rapporto tra eccezioni e limitazioni al diritto d'autore e misure tecnologiche di protezione, in particolare, al primo comma, dispone che "i titolari dei diritti che abbiano apposto le misure tecnologiche di cui all'art.102-quarter sono tenuti alla rimozione delle stesse, per consentire l'utilizzo delle opere o dei materiali protetti, dietro richiesta dell'autorità competente, per fini di sicurezza pubblica o per assicurare il corretto svolgimento di un procedimento amministrativo, parlamentare o giudiziario".

#### Sanzioni
L'utilizzo di strumenti atti a eludere le misure tecnologiche di protezione è punito secondo l'art. 174-ter con la sanzione amministrativa pecuniaria di euro 154 e con le sanzioni accessorie della confisca del materiale e della pubblicazione del provvedimento su un quotidiano nazionale.

#### Problemi relativi all'utilizzo delle TPM
Il riconoscimento di una tutela eccessivamente forte può a sua volta presentare sia il rischio di estendere la protezione a materiali non protetti dal diritto d'autore che di rendere inoperanti le eccezioni e le limitazioni al diritto d'autore. Per queste ragioni le TPM sono state fortemente criticate da parte degli utenti finali, per un verso perché le misure tecnologiche che spesso vengono usate per controllare le scelte degli utenti e per limitarne le azioni pongono problemi di tutela della privacy e della riservatezza dei consumatori; per altro verso perché le misure consentono di controllare gli usi privati, forzando gli utenti a stipulare accordi contrattuali prima di poter consultare o usare l'opera, attraverso l'adesione a condizioni contrattuali unilateralmente predisposte e spesso assai gravose, che talora comprimono le prerogative di libertà degli utenti in modo ingiustificato.

## Casi speciali
Le opere speciali tutelate dal diritto d'autore sono il software e le banche dati e le opere cinematografiche.

### Software
Il software viene definito come opera d’ingegno di carattere immateriale e viene tutelato equiparandolo alle opere letterarie e artistiche. In particolare nei software è protetto non solo il codice, ma anche tutto il materiale preparatorio per la progettazione del programma.
Il primo atto normativo che tutela un software è stato introdotto negli Stati Uniti d'America nel 1980 attraverso il "Computer Software Copyright Act", una revisione legislativa del Copyright Act del 1976. In una società in cui il software si sviluppava sempre di più, questo atto nasce dall'esigenza di attribuire un valore economico e autonomo al software.
(Oggi in U.S. il diritto d'autore tutela la forma espressiva del software, i brevetti tutelano gli algoritmi che compongono il software).
La Comunità europea ha deciso di tutelare giuridicamente i software, fornendo loro la protezione che si riconosce alle altre opere di autore con la direttiva del Consiglio 91/250/CEE del 14 maggio 1991: gli Stati membri tutelano i programmi per elaboratore, in qualsiasi forma espressi purché originali, mediante diritto d'autore, come opere letterarie ai sensi della convenzione di Berna sulla tutela delle opere letterarie e artistiche.
In Italia, nel 1992, arriva una direttiva che tutela il diritto d'autore del software. L'oggetto tutelato comprende i programmi per elaboratore grazie alla specificazione dell'art.1 comma II nel quale vi è scritto "Sono altresì protetti i programmi per elaboratore come opere letterarie ai sensi della convenzione di Berna sulla protezione delle opere letterarie e artistiche ratificata e resa esecutiva con legge 20 giugno 1978, n. 399, nonché le banche di dati che per la scelta o la disposizione del materiale costituiscono una creazione intellettuale dell'autore."
Inoltre l'art.2 (legge 633 modificata dal decreto 518), spiega ciò che viene realmente tutelato riguardo ai software: codice sorgente, codice oggetto, materiale preparatorio; restano escluse le idee e i principi che sono alla base di qualsiasi elemento di un programma, compresi quelli dell'interfaccia e del funzionamento del programma stesso. Si protegge la forma espressiva, ma non le idee che stanno alla base di essa. Non costituisce dunque una violazione del diritto d’autore la copia del funzionamento dell’interfaccia in Europa, mentre negli Usa c’è stato un lungo dibattito sul tema che si è concluso stabilendo che quello delle interfacce è “fair use”. Prima di questa direttiva in Europa non c’erano sanzioni penali per la violazione del diritto d’autore nei software. La direttiva CEE è stata recepita nell’ordinamento italiano mediante il Decreto Legislativo del 29 dicembre 1992 n.518. Oggi nel sistema normativo italiano la tutela del software è affidata alla Legge sul diritto d’autore che è stato aggiornata per comprendere anche i programmi informatici.
Il titolare del diritto d'autore è colui che crea l'opera, in questo caso specifico il programmatore. L’articolo 12 della LdA stabilisce che l’autore ha il diritto patrimoniale e quello di pubblicazione e di ogni utilizzazione economica della sua opera.  Se il software è creato da una sola persona spetta a lui il diritto di essere tutelato. Vi sono delle eccezioni riguardanti l'attribuzione del diritto, dettate dall'art.12bis, il quale afferma che se il programmatore è stato assunto da una azienda o se il programma è stato creato seguendo istruzioni specifiche del datore di lavoro, quest'ultimo è titolare del diritto esclusivo di utilizzazione economica. Il programmatore conserva il diritto morale. L'art.12bis, spiega inoltre, con riferimento espresso a tre diritti: di riproduzione, di modifica e di distribuzione, che queste operazioni sono riservate al titolare del diritto. Il diritto morale della paternità dell’opera spetta invece al dipendente.
Per i software la materia è poi disciplinata più nel dettaglio dall'articolo 64 bis. L’articolo 64 bis sancisce i diritti dell’autore del software che si declinano in vari aspetti.
La lettera a) dell’art. 64 bis comprende il diritto di effettuare personalmente o di consentire ad altri, la riproduzione, permanente o temporanea, totale o parziale, del programma per elaboratore con qualsiasi mezzo o in qualsiasi forma. La possibilità di riproduzione è ceduta perché necessaria per l’esecuzione del software. Qualsiasi copia del programma è coperta dal diritto di riproduzione.
La lettera b) della medesima disposizione, poi, prevede il diritto di modificare e personalizzare autonomamente il software
La lettera c), infine, prevede il diritto di distribuzione al pubblico del programma.
I divieti imposti da questo tipo di tutela sono:
- La distribuzione della copia a seguito della prima vendita;
- La creazione di copie del programma, anche solo di parti di esso;
- La modifica del codice ecc.

Esistono delle eccezioni che rendono possibili alcuni dei divieti prima elencati come ad esempio l'art.64 ter, il quale afferma "salve patto contrario" la possibilità di utilizzare un programma liberamente, correggendo alcuni errori, tramite il codice sorgente (se normalmente acquistato). Tre diritti, riguardanti il software, che non possono essere vietati sono quelli descritti nel comma II, comma III e art.64 quater, i quali rispettivamente garantiscono il diritto di copia di back-up; l'utilizzo di un programma con la finalità di capire il suo funzionamento e infine la possibilità dello studio del codice sotto alcune condizioni.
Oggi la vendita dei software non avviene più grazie a supporti materiali, ma effettuando semplicemente l’acquisto, o il “download” del programma dal web, ma di tutto ciò non fa cenno l’articolo 64 che è precedente all’introduzione di questi metodi di compravendita non tradizionali. Sul tema dei download dei software dal web si è pronunciata la Corte di Giustizia dell’Unione europea,  con la decisione “Oracle” del 2012: “il principio di esaurimento” vale sia quando il titolare del diritto d’autore usa un supporto informatico tangibile sia quando vende i propri prodotti tramite download dal proprio sito Internet. L’autore ha inoltre il diritto di noleggio e prestito, di esecuzione e rappresentazione in forma pubblica e di comunicazione al pubblico.

### Banche dati
La tutela del diritto d'autore nelle banche dati è stata introdotta negli art.1 co. 2 e art. 2 l.d.a. come modificata dal D. Lgs. 6 maggio 1999, n. 169, attuativo della direttiva 96/9/CE, nella quale le banche dati vengono sia considerate come opere dell'ingegno di carattere creativo, frutto del lavoro intellettuale dell'uomo, sia come bene prodotto grazie a rilevanti investimenti in termini finanziari, di lavoro o di tempo.
Difatti, l'art. 102 bis, introdotto dal D.lgs. 6 maggio 1999, n-169, al primo comma, statuisce che: "Ai fini del presente titolo si intende per: a) costitutore di una banca di dati: chi effettua investimenti rilevanti per la costituzione di una banca di dati o per la sua verifica o la sua presentazione, impegnando, a tal fine, mezzi finanziari, tempo o lavoro".
Le banche dati, intese come opere dell'ingegno di carattere creativo e dunque costituenti una creazione intellettuale dell'autore per la scelta o composizione del materiale costitutivo della banca medesima, sono tutelate attraverso la legge sul diritto d'autore e successive modifiche e il titolare di tutti i diritti esclusivi è l'autore della raccolta, cioè il creatore della banca dati.
È, invece, riconosciuto costitutore della banca dati, colui che effettua i rilevanti investimenti di cui alla lettera a) dell'art.102 bis l.d.a.
L'art. 2 co. 9 l.d.a. definisce le banche dati come "raccolte di opere, dati o altri elementi indipendenti sistematicamente o metodicamente disposti e individualmente accessibili medianti mezzi elettronici od in altro modo. La tutela delle banche di dati non si estende al loro contenuto e lascia impregiudicati diritti esistenti su tale contenuto."
L'articolo specifica che il materiale raccolto e organizzato sistematicamente e metodicamente può essere consultato in ogni modo, andando quindi a comprendere sia le raccolte elettroniche che quelle cartacee.
Principio importante è quello della "creatività", che come statuisce l'art. 1, comma 2, l.d.a. deve caratterizzare i criteri di scelta e di disposizione del materiale inserito nella raccolta, investendo la forma della compilazione e non il suo contenuto. Infatti, il contenuto di una banca di dati può consistere sia in una raccolta di opere, di cui l'autore del database deve avere l'autorizzazione a tale tipo di utilizzo dall'avente diritto, se queste non sono cadute in pubblico dominio, che in un insieme di dati, che non devono violare la privacy dei soggetti che riguardano.
Secondo l'art. 64-quinquies l.d.a, l'autore di una banca di dati ha il diritto esclusivo di eseguire od autorizzare:
1. la riproduzione permanente o temporanea, totale o parziale, con qualsiasi mezzo e in qualsiasi forma;
2. la traduzione, l'adattamento, una diversa disposizione e ogni altra modifica
3. qualsiasi forma di distribuzione al pubblico dell'originale o di copie della banca dati; la prima vendita di una copia nel territorio dell'Unione europea da parte del titolare del diritto o con il suo consenso esaurisce il diritto di controllare, all'interno dell'Unione stessa, le vendite successive della copia;
4. qualsiasi presentazione, dimostrazione o comunicazione in pubblico, ivi compresa la trasmissione effettuata con qualsiasi mezzo e in qualsiasi forma;
5. qualsiasi riproduzione, distribuzione, comunicazione, presentazione o dimostrazione in pubblico dei risultati delle operazioni del punto 2.

Il principio espresso dall'art. 64 quinquies lett. c) - riportato supra al n. 3- è denominato principio di esaurimento comunitario.
Le facoltà di riproduzione permanente o temporanea, totale o parziale, la traduzione, gli adattamenti e qualsiasi forma di distribuzione al pubblico della banca dati, sono soggette all'autorizzazione dell'autore di essa.
In base all'art. 64- sexies, comma 1 l.d.a. non serve autorizzazione dell'autore della banca dati e quindi del titolare del diritto, qualora l'accesso o la consultazione di essa abbiano esclusivamente le seguenti finalità tassativamente disciplinate dal precitato articolo:
- eccezioni per finalità didattiche o di ricerca scientifica;
- eccezioni per finalità di sicurezza pubblica, procedura amministrativa o giurisdizionale, su richiesta dell'ente pubblico o dell'Autorità Giudiziaria;

### Opera cinematografica
L'opera cinematografica è formata da più elementi che mantengono un proprio ruolo distinto nell'opera stessa. Oltre al regista, sono considerati coautori dell'opera l'autore del soggetto, della sceneggiatura, della musica e il direttore artistico (art 44 LdA).  Ai coautori spettano i diritti morali, tra cui i diritti di menzione: all'inizio o al termine della proiezione sono indicati il loro nome, l'indicazione della qualità professionale e il contributo all'opera.  Al regista, considerato l'autore del film, spetta il diritto di dichiarare terminata l'opera e di consegnarla al produttore. Al regista spettano anche i diritti morali di paternità e integrità dell'opera realizzata. Ciascun autore dei contributi creativi conserva, però, i diritti morali sulla propria creazione.
L'esercizio dei diritti patrimoniali e di utilizzazione economica dell'opera spetta al produttore (art.45 LdA). Si considera produttore di una pellicola cinematografica colui che è indicato sulla medesima, ma se l'opera è registrata presso il registro delle opere cinematografiche della S.I.A.E, ai sensi dell'articolo 103 della LdA, prevale la presunzione stabilita da questo articolo. È diritto del produttore “lo sfruttamento cinematografico dell’opera prodotta” (art. 46, 1° comma, Lda) tramite la proiezione nelle sale cinematografiche: gli sarà ceduto, quindi, il diritto di riprodurre, distribuire e noleggiare il film. Il produttore, salvo patto contrario, non ha il diritto di effettuare elaborazioni, trasformazioni e traduzioni dell’opera (art. 46, 2° comma, LdA). Al produttore spetta inoltre il diritto di apportare alle opere utilizzate nell'opera cinematografica le modifiche necessarie per il loro adattamento cinematografico. (art.47 LdA).
Anche gli autori della musica e delle parole che accompagnano la musica hanno diritto di ricevere un compenso da coloro che proiettano l'opera (art 46.3 LdA).
Gli autori del soggetto, della sceneggiatura e il direttore artistico, se non sono remunerati attraverso una percentuale sulle proiezioni pubbliche dell'opera cinematografica, hanno diritto, salvo patto contrario, quando gli incassi abbiano raggiunto una cifra stabilita contrattualmente col produttore, a ricevere un ulteriore compenso. (art.46.4 LdA).
Agli autori delle parti letterarie o musicali spetta il diritto di riprodurle o utilizzarle separatamente dall'opera cinematografica, senza pregiudicare però i diritti di utilizzazione del produttore (art.49 LdA).
Gli autori hanno diritto a un equo compenso volto a remunerare la loro capacità creativa che concorre a ideare opere i cui utili sono appannaggio ai produttori, per questo l'articolo 46 bis.1 della Lda stabilisce che spetta agli autori di opere cinematografiche e assimilate un equo compenso a carico degli organismi di emissione per ciascuna utilizzazione delle opere stesse a mezzo della comunicazione al pubblico via etere, via cavo e via satellite. Gli autori inoltre, anche in caso di cessione del diritto di noleggio a un produttore, conservano il diritto di ottenere un'equa remunerazione per il noleggio da questi a sua volta concluso con terzi. (art 18 bis,5 Lda) e sono tutelati dall'art. 46 bis.2 che prevede un'equa remunerazione per ciascuna utilizzazione di opere cinematografiche e assimilate diversa da quella prevista nel comma 1 e nell'articolo 18 bis, comma 5.
Anche ai traduttori spetta un adeguato compenso per la traduzione o l'adattamento della versione in lingua italiana dei dialoghi (46-bis.3 LdA).

### Altre eccezioni
- Discorsi su argomenti di interesse politico o amministrativo tenuti in pubblico ed estratti di conferenze aperte al pubblico: disciplinato dall'articolo 66[93] della Legge sul Diritto d'Autore, il loro utilizzo è concesso in riviste e giornali purché questo avvenga con scopo informativo e se ne citi la fonte, il nome dell'autore, la data e il luogo in cui il discorso si è tenuto.
- Prestito eseguito da biblioteche dello Stato e da enti pubblici: l'articolo da prendere come riferimento è il 69[94]. In questo articolo si prevede una limitazione al diritto di prestito di opere da parte degli autori a favore di biblioteche e discoteche dello Stato; a esse, infatti, è concesso prestare, esclusivamente a scopi di promozione culturale e studio personale:

1. Stampe di opere, fatta eccezione per gli spartiti
2. Fonogrammi e videogrammi riferiti a opere cinematografiche sia sonore che non nel momento in cui siano passati almeno 18 mesi dal primo esercizio del diritto di distribuzione

Il secondo comma dell'articolo, inoltre, prevede la possibilità di riprodurre queste opere in un'unica copia purché questa riproduzione non abbia scopi economici o commerciali. Inizialmente non si prevedeva nessun compenso per i prestiti operati da queste istituzioni, tuttavia il legislatore ha sancito, con la Legge numero 286 del 24 novembre 2006, che sia corrisposto un compenso agli autori delle opere che vengono prestate che viene ripartito tra coloro che ne hanno il diritto tramite la SIAE
- Bande Musicali: Alle bande musicali è permesso eseguire pezzi musicali senza pagamento di alcun compenso all'autore, purché l'esecuzione non sia effettuata per scopo di lucro. Articolo 71[95].
- Riproduzione privata di fonogrammi e videogrammi: disciplinata dall'articolo 71-sexies[96] della Legge sul Diritto d'Autore. Questo articolo autorizza la riproduzione privata di fonogrammi e videogrammi su qualunque tipo di supporto per uso esclusivamente personale e senza scopi di lucro diretti o indiretti; questa riproduzione è autorizzata nel momento in cui viene eseguita da colui che la utilizzerà mentre non è permessa la riproduzione da parte di terzi. Inoltre, non è autorizzata la copia di opere protette che sono messe a disposizione in modo che l'utente possa scegliere autonomamente il luogo e il momento in cui usufruirne ma anche per opere che sono protette da misure tecnologiche di protezione (in questo caso, tuttavia, la riproduzione è concessa, purché non arrechi pregiudizio al titolare del diritto, se l'utente ha acquisito l'opera in maniera legittima). L'articolo 71-septies[97], poi, stabilisce che i detentori del diritto originari abbiano diritto a un equo compenso per la riproduzione privata delle proprie opere, tale compenso è corrisposto alla SIAE che si occupa di ripartirlo tra coloro che posseggono i diritti sull'opera in questione
- Articoli di giornale: Gli articoli possono essere liberamente riprodotti o comunicati al pubblico in altre riviste o giornali, purché si indichino la fonte da cui sono tratti, la data e il nome dell'autore, se riportato. Si riferisce all'Articolo 101[98].

Riproduzione di articoli di carattere economico, politico o religioso: è sancita dall'articolo 65 comma 1 nel quale si afferma che tali articoli possono essere messi a disposizione del pubblico a patto che si indichi la fonte da cui sono stati presi, la data, il nome dell'autore e purché non sia espressamente indicato che la riproduzione è riservata. Il comma 2 dell'articolo sancisce, inoltre, che la riproduzione o comunicazione al pubblico di opere o materiali protetti che vengono utilizzati in avvenimenti di attualità è consentita indicandone la fonte e fino a quando questo utilizzo è coperto dal diritto di cronaca.
- Opere orfane: il loro utilizzo è disciplinato dall'articolo 69 bis[100]. Rappresentano quelle opere di cui non si ha la certezza dell'autore o sul titolare dei diritti; quando un'opera è orfana la si può utilizzare per pubblicarla e digitalizzarla al fine di inserirla in biblioteche digitali, per scopi di indicizzazione, di catalogazione, conservazione e restauro o per metterla a disposizione in modo che ciascuno possa accedervi nel luogo e momento che ritiene opportuni. I ricavi che vengono eventualmente ottenuti dal loro utilizzo devono essere utilizzati per coprire i costi di digitalizzazione o per la messa a disposizione del pubblico. In ogni caso deve essere comunque provata la ricerca di un autore, dimostrando che non è stato trovato prima della pubblicazione.
- Opere o brani di opere: il loro utilizzo è disciplinato dall'articolo 67[101]. L'utilizzo di queste opere è autorizzato per fini di pubblica sicurezza, nelle procedure parlamentari, giudiziarie o amministrative purché si indichino la fonte e il nome dell'autore.
- Fotocopia di opere esistenti: Valida fino al 15% dell'opera e senza vantaggio economico. I responsabili dei punti o centri di riproduzione, i quali utilizzano nel proprio ambito o mettano a disposizione di terzi, anche gratuitamente, apparecchi per la fotocopia, xerocopia o altro, devono corrispondere un compenso, tramite la SIAE, agli autori e agli editori delle opere dell'ingegno pubblicate per le stampe che vengono riprodotte per uso personale. Il loro utilizzo è sancito dall'articolo 68[102]. La legge stabilisce limiti precisi per quest'attività che, se venisse del tutto liberalizzata, penalizzerebbe i creatori delle opere d'ingegno, mortificando il diritto d'autore. Relativamente alla reprografia (i diritti economici spettanti agli autori e agli editori in relazione alle fotocopie fatte ai loro libri) è stato evidenziato come la SIAE incassi i proventi nei negozi di fotocopie, come sostanzialmente paghi sempre i diritti agli editori e come, al contrario, molte volte il pagamento non avvenga se si fa riferimento ai diritti degli autori. Il motivo di tale inadempimento è dovuto principalmente al fatto che spesso gli autori sono persone sconosciute. Di conseguenza, risulta difficile reperirli e pagarli. Proprio per questo motivo, la SIAE presenta sul suo sito un elenco dei beneficiari. Eppure, oltre alla difficile fruizione, è stato sottolineato come in tale elenco compaiano anche persone quali Roberto Saviano, Eugenio Scalfari, Gian Antonio Stella, Mario Tozzi e Fabio Volo che sconosciuti certamente non sono[103].
- Riassunto, citazione e riproduzione di opere: Azioni consentite per parti di opere (non intere) senza scopo di lucro per uso di critica o discussione purché non facciano da concorrenza all'utilizzazione economica dell'autore; se queste operazioni avvengono per scopi di insegnamento o ricerca scientifica bisogna devono avere fini esclusivamente illustrativi e non commerciali. Questo è disciplinato dall'articolo 70 comma 1[104].
- Copie temporanee di pezzi di opere: nell'articolo 68 bis[105] si afferma che sono escluse dal diritto d'autore le riproduzioni temporanee di pezzi di opere che sono prive di rilievo economico, che sono transitorie o accessorie e che costituiscono parte consistente di un procedimento tecnologico se queste copie vengono eseguite per permettere la trasmissione in rete tra terzi attraverso un intermediario.
- Misure tecnologiche di protezione (MTP): nell'articolo 71-quinquies[106] si afferma che coloro che abbiano apposto alle proprie opere delle misure tecnologiche di protezione sono tenuti a rimuoverle dietro richiesta dell'autorità competente per scopi di sicurezza pubblica o per garantire l'esecuzione di un processo amministrativo, parlamentare o giudiziario.

### Diritto di sincronizzazione
Il diritto di sincronizzare una composizione musicale a fotogrammi o immagini in una produzione audiovisiva (ad esempio un film, un programma televisivo, ecc.) è detto diritto di sincronizzazione.

### Libere utilizzazioni
Le libere utilizzazioni costituiscono un'importante eccezione alle regole normative dettate in materia di diritti d’autore, d'altronde è la medesima legge sul diritto d’autore a prevederle e disciplinarle, sancendo una serie di ipotesi per le quali un’opera protetta può comunque essere utilizzata senza il previo consenso dell’autore o del titolare del diritto connesso.
Queste facoltà da libere utilizzazioni, a oggi si chiamano eccezioni e limitazioni del diritto d’autore. In questo modo le norme vengono interpretate in modo restrittivo, rendendo inammissibile un’interpretazione soggettiva dettata da un’interpretazione personale del testo.
I diritti d’autore importanti da citare per le libere utilizzazioni sono:
- Articolo 65 comma 1[99] che consente la riproduzione di articoli di carattere economico, politico o religioso e nel quale si afferma che tali articoli possono essere messi a disposizione del pubblico a patto che si indichi la fonte da cui sono stati presi, la data, il nome dell'autore e purché non sia espressamente indicato che la riproduzione è riservata.
- Articolo 65 comma 2[99] che consente la riproduzione o comunicazione al pubblico di opere o materiali protetti utilizzati in occasione di avvenimenti di attualità.

Questo diritto è consentito ai fini dell’esercizio del diritto di cronaca e nei limiti dello scopo informativo, sempre che si indichi, salvo caso di impossibilità, la fonte e il nome dell’autore se riportati.
- Articolo 66: “I discorsi su argomenti di interesse politico o amministrativo tenuti in pubbliche assemblee o comunque in pubblico, nonché'  gli estratti di conferenze aperte al pubblico, possono essere liberamente riprodotti o comunicati al pubblico, nei limiti giustificati dallo scopo informativo, nelle riviste o nei giornali anche radiotelevisivi o telematici, purché' indichino la fonte,  il nome dell'autore,  la data e il luogo in cui il discorso fu tenuto.) che consente l’utilizzo di opere tutelate dal diritto d’autore perché si identifichi la fonte, il nome dell’autore, la data e il luogo”.
- Articolo 67: “Opere o brani di opere possono essere riprodotti a fini di pubblica sicurezza,  nelle procedure parlamentari,  giudiziarie o amministrative, purché' si indichino la fonte e,  ove possibile,  il nome dell'autore.”
- Articolo 68[107] che riguardano la gestione delle fotocopie.

Nello specifico, la fotocopia è legittima per opere esistenti nelle biblioteche accessibili al pubblico o in quelle scolastiche, nei musei pubblici o negli archivi pubblici. Effettuata dall’istituzione per finalità di servizio senza alcun vantaggio economico o commerciale diretto o indiretto. La fotocopia è inoltre legittima per uso personale effettuate non in casa (sono esclusi da questa legge gli spartiti musicali) nei limiti del 15% del volume. A fronte di questa libera utilizzazione si paga un compenso (pagato alla SIAE dalle copisterie).
- Articolo 68 bis: “Gli istituti di tutela del patrimonio culturale di cui all'articolo 70-ter, comma 3, per finalità di conservazione e nella misura a tal fine necessaria, hanno sempre il diritto di riprodurre e realizzare copie di opere o di altri materiali protetti, presenti in modo permanente nelle loro raccolte, in qualsiasi formato e su qualsiasi supporto. È nulla qualsiasi pattuizione avente a oggetto limitazioni o esclusioni di tale diritto.”

Tale norma rende compatibile internet con il diritto d’autore, rendendo esenti dal diritto di riproduzione gli atti di riproduzione temporanea privi di rilievo economico proprio, che sono transitori o accessori e parte integrante ed essenziale di un procedimento tecnologico, eseguiti all'unico scopo di consentire la trasmissione in rete tra terzi con l'intervento di un intermediario, salvo quanto disposto in ordine alla responsabilità dei prestatori intermediari dalla normativa in maniera di commercio elettronico.
- Articolo 69[108] stabilisce che il prestito dalle istituzioni pubbliche ai fini esclusivi di promozione culturale e studio personale è liberalizzato e non soggetto ad autorizzazione del titolare del relativo diritto.

A seguito della Sentenza del 26 ottobre 2006 il prestito è pagato con un equo compenso dallo stato alla SIAE che lo restituisce ai titolari dei diritti.
- Articolo 69.2 stabilisce che la riproduzione di videogrammi e fonogrammi contenenti opere cinematografiche o audiovisive da parte delle discoteche, cineteche e biblioteche dello Stato e degli enti pubblici sia consentita senza alcun vantaggio economico o commerciale.
- Articoli 69-bis[100] e 69-septies regolano la possibilità di riprodurre le opere orfane e metterle a disposizione del pubblico per scopi connessi alla loro missione di interesse pubblico.

Le opere orfane rappresentano quelle opere di cui non si ha la certezza dell'autore o sul titolare dei diritti; quando un'opera è orfana la si può utilizzare per pubblicarla e digitalizzarla al fine di inserirla in biblioteche digitali, per scopi di indicizzazione, di catalogazione, conservazione e restauro o per metterla a disposizione in modo che ciascuno possa accedervi nel luogo e momento che ritiene opportuni. I ricavi che vengono eventualmente ottenuti dal loro utilizzo devono essere utilizzati per coprire i costi di digitalizzazione o per la messa a disposizione del pubblico. In ogni caso deve essere comunque provata la ricerca di un autore, dimostrando che non è stato trovato prima della pubblicazione.
- Articolo 70[110] si può riassumere, citare e riprodurre brani o parti di opere con lo scopo di critica, discussione ma non ci deve essere concorrenza con il titolare dei diritti. Se effettuati a fini di insegnamento o di ricerca scientifica l'utilizzo deve inoltre avvenire per finalità illustrative e per fini non commerciali.[111]

1. Comma 1- bis: "È consentita la libera pubblicazione attraverso la rete internet, a titolo gratuito, di immagini e musiche a bassa risoluzione o degradate, per uso didattico o scientifico e solo nel caso in cui tale utilizzo non sia a scopo di lucro.”
2. Comma 2: prevede un equo compenso per chi fa antologie a uso scolastico.
3. Comma 3: stabilisce l’obbligo di accompagnare il riassunto, la citazione o la riproduzione dalla menzione del titolo e dai nomi dell’autore, editore e del traduttore (se presenti nell’opera originaria).

Questa norma però è di difficile attuazione per via dell'ambiguità dei termini "usi didattici o scientifici consentiti". Ulteriore problema è il dubbio che questa norma sia in contrasto con le direttive comunitarie e con la convenzione di Berna.
- Articolo 71 sexies, septies, opties trattano della copia privata di fonogrammi e videogrammi.

Nello specifico, è consentita la riproduzione privata di fonogrammi e videogrammi su qualsiasi supporto, effettuata da una persona fisica per uso esclusivamente personale, purché senza scopo di lucro e senza fini direttamente o indirettamente commerciali, nel rispetto delle misure tecnologiche di cui all'articolo 102-quater.
L'attività di copia privata, che non può essere effettuata da terzi, è liberalizzata a fronte del fatto che i titolari dei diritti ricevono un equo compenso (previsto dal septies e dall’opties). Le norme stabiliscono inoltre come si stabilisce tale compenso e come è diviso tra autori, produttori di fonogrammi e videogrammi, artisti, interpreti ed esecutori.

## Circolazione dei diritti
I diritti d'autore e i diritti connessi possono essere trasferiti o licenziati. La circolazione dei diritti può avvenire tramite contratti tipici e atipici.
Contratti tipici:
- Edizione. Art. 118: "Il contratto con il quale l'autore concede a un editore l'esercizio del diritto di pubblicare per le stampe, per conto e a spese dell'editore stesso, l'opera dell'ingegno."
- Rappresentazione ed esecuzione.

Contratti atipici:
- Autonomia contrattuale. Codice civile, Art. 1322: "Le parti possono liberamente determinare il contenuto del contratto nei limiti imposti dalla legge. Le parti possono anche concludere contratti che non appartengono ai tipi aventi una disciplina particolare, purché siano diretti a realizzare interessi meritevoli di tutela secondo l'ordinamento giuridico."
- Legge sul diritto d'autore, Art. 107: "I diritti di utilizzazioni spettanti agli autori delle opere dell'ingegno, nonché i diritti connessi aventi carattere patrimoniale, possono essere acquistati, alienati o trasmessi in tutti i modi e forme consentiti dalla legge, salvo l'applicazione delle norme contenute in questo capo.

La trasmissione dei diritti di utilizzazione deve essere provata per iscritto. Il trasferimento dei diritti tra due soggetti, inoltre, deve essere interpretato in modo restrittivo. Art. 119: "L'alienazione di uno o più diritti di utilizzazione non implica, salvo patto contrario, il trasferimento di altri diritti che non siano necessariamente dipendenti dal diritto trasferito."
Il trasferimento dei diritti può avvenire in via esclusiva e non esclusiva. In via esclusiva i diritti appartengono al soggetto o ai soggetti a cui sono stati ceduti, in via non esclusiva il proprietario mantiene i diritti e la facoltà di cederli ad altri. Se non è scritto sul contratto, in Italia si presume che il trasferimento avviene in via esclusiva.
La cessione di esemplare dell'opera è regolata dall'Art. 109: "La cessione di uno o più esemplari dell'opera non importa, salvo patto contrario, la trasmissione dei diritti di utilizzazione, regolati da questa legge."

## Controversie
La diffusione della rete internet e di tecnologie quali file-sharing e reti peer-to-peer ha reso centrale il dibattito sulla durata del diritto d'autore, attualmente fissata (con varie eccezioni) a 70 anni dalla morte dell'autore dell'opera. Queste nuove tecnologie hanno richiesto un adeguamento delle norme in vigore che non contemplavano inizialmente i media digitali, con istanze portate avanti anche da veri e propri partiti politici, come il Partito Pirata Europeo.

### Estensione della durata
Dalla sua introduzione formale, il diritto d'autore ha progressivamente visto aumentare quasi ovunque la sua durata, passando dai 14 anni iniziali negli Stati Uniti nel 1790 al minimo di 50 anni stabilito dalla Convenzione di Berna, arrivando fino ai 70 anni attuali. Sempre negli USA, l'approvazione del Copyright Term Extension Act, noto anche come 'Sonny Bono Copyright Term Extension Act' ha ulteriormente esteso per alcune opere la durata dei diritti sino a 95 anni (il caso più famoso riguarda Topolino, motivo per cui la legge è anche nota come Mickey Mouse Protection Act, questo perché la Disney aveva interesse che non cadessero in dominio pubblico i personaggi da loro creati). Sono noti due metamodelli che trovano una motivazione a questo fenomeno.
Alla sezione 302 (c) del Copyright Term Extension Act inoltre si prevede che la durata del diritto di autore per le opere create da autori anonimi, pseudonimi o come "work for hire", la protezione dura 95 anni dalla prima pubblicazione o 120 anni dalla creazione, a seconda di quale scadenza si verifica prima.

#### Path Dependency
Il fatto che il diritto d'autore abbia una durata consolidata di un certo numero di anni rende sempre più probabile una estensione di quest'ultima piuttosto che una sua riduzione; si parla di dipendenza dal percorso, ovvero di sviluppo della norma condizionato dai suoi mutamenti passati. Questo fenomeno si lega alla presenza dei diritti quesiti, categoria di diritti inizialmente legati a situazioni soggettive, ma ormai divenuti immutabili nel tempo: in Italia, la Corte costituzionale italiana ha stabilito che il legislatore, fermo restando il limite dell'irretroattività della legge penale, può emanare norme con efficacia retroattiva "a condizione che la retroattività trovi adeguata giustificazione sul piano della ragionevolezza e non si ponga in contrasto con altri valori e interessi costituzionalmente prodotti"; sebbene nella costituzione italiana manchi un riferimento specifico al diritto d'autore, essa promuove "lo sviluppo della cultura e la ricerca scientifica e tecnica", nonché la libertà di espressione e la libertà dell'arte e della scienza, stabilendo di fatto valori vincolanti.

#### Regulatory Competition[121][122]
I legislatori tendono a competere tra loro nel tipo di leggi offerte, al fine di attrarre imprese o altri attori a operare nella loro giurisdizione. La concorrenza normativa dipende dalla capacità di attori come aziende, lavoratori o altri tipi di persone di spostarsi tra due o più sistemi giuridici separati. Quando ciò è possibile, sorge la tentazione per le persone che gestiscono quei diversi sistemi legali di competere per offrire condizioni migliori rispetto ai loro "concorrenti" per attrarre investimenti. Storicamente, la competizione normativa ha funzionato all'interno di paesi con sistemi federali di regolamentazione, in particolare negli Stati Uniti, ma dalla metà del XX secolo, con l'intensificazione della globalizzazione economica, essa è diventata una questione importante a livello internazionale.
Il diritto d'autore è un modello normativo che si è diffuso per "clonazione" tra i diversi stati. Nel momento in cui esso viene modificato, la competizione normativa tende a diffondere progressivamente il nuovo modello della norma se questo si dimostra più conveniente per i gruppi che ne possano trarre beneficio.

### Implicazioni dell'Intelligenza Artificiale
L'uso crescente dell'intelligenza artificiale (IA) ha sollevato preoccupazioni riguardo alla protezione dei diritti d'autore. Modelli di IA richiedano grandi quantità di dati, spesso estratti senza autorizzazione da opere protette, sollevando questioni legali sulla compatibilità di queste pratiche con le normative esistenti in materia di proprietà intellettuale.
In alcuni casi, i modelli di deep learning possono "memorizzare" dettagli specifici degli elementi presenti nel loro set di addestramento e replicarli durante la generazione di nuovi contenuti, con il rischio che tali output possano essere considerati una violazione del diritto d'autore. Questo comportamento è generalmente considerato una forma di overfitting dagli sviluppatori di IA, e la sua prevalenza nei sistemi attuali è incerta. OpenAI ha sostenuto che "i sistemi di IA ben costruiti generalmente non rigenerano, in alcuna porzione non banale, dati inalterati da qualsiasi opera particolare presente nel loro corpus di addestramento".
Alcune etichette discografiche, tra cui Sony Music, hanno avviato azioni legali contro aziende tecnologiche per l'utilizzo non autorizzato dei loro contenuti durante la formazione di modelli di IA. Queste azioni legali mirano a tutelare i diritti degli autori e a garantire che le loro opere non vengano sfruttate senza il dovuto riconoscimento economico.
Il problema si intreccia con il Regolamento generale sulla protezione dei dati (GDPR), che impone norme rigide sulla gestione dei dati personali, creando una tensione tra innovazione tecnologica e protezione dei diritti individuali e delle opere creative.
Nel corso dell'apprendimento per modellare statisticamente i dati su cui vengono addestrati, i modelli di IA generativa possono imparare a imitare lo stile distintivo di particolari autori presenti nel set di addestramento. Poiché i personaggi di fantasia godono di una certa protezione del diritto d'autore negli Stati Uniti e in altre giurisdizioni, un'IA potrebbe anche produrre contenuti violativi sotto forma di opere nuove che incorporano tali personaggi.
Le implicazioni dell'IA sui diritti d'autore riguardano non solo l'industria musicale, ma anche altri settori creativi, come i videogiochi e la letteratura.

## Nel mondo

### Italia
Il diritto d'autore italiano è disciplinato prevalentemente dalla Legge 22 aprile 1941, n. 633, in materia di "Protezione del diritto d'autore e di altri diritti connessi al suo esercizio," e dall'articolo 2577 e seguente del codice civile (Libro Quinto - Titolo IX: Dei diritti sulle opere dell'ingegno e sulle invenzioni industriali).
L'articolo 54 L.218/95 sancisce come i diritti sui beni immateriali siano regolati dalla legge dello Stato di utilizzazione, per quanto l'avvento di internet complichi l'identificazione del luogo in cui è stata svolta l'attività.
Il soggetto titolare dei diritti d'autore è generalmente colui che crea l'opera, ma vi sono delle eccezioni: per quanto riguarda una testata giornalistica, ad esempio, il detentore dei diritti è l'editore, anche se i vari articoli sono stati scritti da altri dipendenti (che però mantengono i diritti morali in quanto effettivi creatori dell'opera in questione); oppure per un'opera cinematografica, chi detiene i diritti è il produttore.
Esso può essere modificato solo dopo 150 anni.
In particolare, si possono osservare delle eccezioni relative ai titolari del diritto d'autore nei seguenti articoli della Legge sulla Protezione del diritto d'autore:
- Articolo 12-bis[138] e 12-ter[138] che stabiliscono la titolarità dei diritti d'autore dei programmi per elaboratore e delle opere di design che, sotto alcune condizioni, spettano non a chi crea l'opera ma a un soggetto terzo.
  - Art 12-bis: "Salvo patto contrario, il datore di lavoro è titolare del diritto esclusivo di utilizzazione economica del programma per elaborare o della banca dati creati dal lavoratore dipendente nell'esecuzione delle sue mansioni o su istruzioni impartite dallo stesso datore di lavoro". L'articolo 12-bis non è valido per il libero professionista al quale si applicano normative differenti."
  - Art 12-ter - Si applicano a lavoratori dipendenti che facciano opere di design. "Salvo patto contrario, qualora un'opera di disegno industriale sia creata dal lavoratore dipendente nell'esercizio delle sue mansioni, il datore di lavoro è titolare dei diritti esclusivi di utilizzazione economica dell'opera".
- Articolo 11[138] Comma 1 - "Alle amministrazioni dello stato, alle Province ed ai Comuni spetta il diritto di autore sulle opere create e pubblicate sotto il loro nome ed a loro conto e spese."
- Articolo 11 Comma 2 - "Lo stesso diritto spetta agli enti privati che non perseguano scopi di lucro, salvo diverso accordo con gli autori delle opere pubblicate, nonché alle accademie e agli altri enti pubblici culturali sulla raccolta dei loro atti e sulle loro pubblicazioni."
  - L'articolo 11 inserisce un'eccezione che viene ulteriormente normata dall'articolo 29[138] che riduce la durata del diritto d'autore. Questo stesso articolo però non risolve il problema del diritto d'autore una volta scaduti 20 anni dalla sua prima pubblicazione.

Nel caso di lavoratori autonomi o indipendenti la giurisprudenza dice che il committente ha diritto sull'opera in base alle disposizioni contrattuali.
Vi sono inoltre degli altri articoli che specificano come titolari del diritto d'autore anche autori di opere ricoperte da anonimato. In particolare possiamo elencare i seguenti:
- Articolo 8[138] - "È reputato autore dell'opera, salvo prova contraria, chi è in essa indicato come tale nelle forme d'uso, ovvero, è annunciato come tale nella recitazione, esecuzione, rappresentazione o radio-diffusione dell'opera stessa." Si tratta di una congettura, in quanto, qualora si provasse il contrario, l'autore verrebbe modificato.
  - Articolo 8 Comma 1: "Valgono come nome lo pseudonimo, il nome d'arte, la sigla o il segno convenzionale, che siano notoriamente conosciuti come equivalenti al nome vero".

La durata del diritto d'autore, nel caso di autori sconosciuti oppure conosciuti tramite pseudonimo non associabile a una persona fisica cambia. In questo caso durano fino a 70 anni dopo la prima pubblicazione non essendo possibile determinare la data di morte dell'autore. L'autore o gli eredi però possono rivelarsi, dal momento della rivelazione dell'autore dell'opera eseguita presso le corrette sedi legali, tutto ciò che è definito nell'Articolo 9: "Chi abbia rappresentato, eseguito o comunque pubblicato un'opera anonima, o pseudonima, è ammesso a far valere i diritti dell'autore, finché non sia rivelato".

### Germania
In Germania la legge sulla proprietà intellettuale si compone della legge sul copyright, legge sul brevetto, legge sul marchio, legge sul modello di utilità e la legge sul diritto di design. Il diritto d'autore tedesco si esercita durante l'intera vita dell'autore più 70 anni dopo la sua morte, e si applica a qualsiasi opera riconosciuta come tale, senza necessità di registrazione. In base a un disegno di legge proposto dal governo della Cancelliera Angela Merkel approvato dal Bundestag, in Germania la violazione del diritto d'autore viene equiparata al reato di furto. Le pene detentive per la violazione del diritto d'autore, per l'appunto eguali a quelle previste per il furto, sono di cinque anni di reclusione e sono le più severe in Europa. Per il reato possono essere inquisiti anche i minori di 18 anni.
Inoltre, in seguito alla sentenza del 20 ottobre 1993 sul caso Phil Collins, è stato varato l'articolo 12, (nel trattato che istituisce la Comunità Europea), secondo il quale gli stati non possono discriminare i beni provenienti da altri paesi.

### Francia
Il punto di svolta sul diritto d'autore in Francia inizia con Diderot, che proclamava attivamente la sua idea sulla proprietà artistica come bene soggettivo.
Con la Legge Le Chapelier, nel 1791, il diritto d'autore viene concesso all'artista per la durata della sua vita più 5 anni dopo essa.
Quest'ultima viene poi estesa a 10 anni dopo la morte, nel 1794 da Joseph Lakanal.
Dall'ottobre 2009, come prevede la Loi Création et Internet n. 311, la Haute Autorité pour la Diffusion des Oeuvres et la Protection des Droits sur Internet (HADOPI) può ordinare agli ISP (Internet Service Provider), in seguito a un procedimento di accertamento e a una serie di avvertimenti, di sospendere temporaneamente o definitivamente l'accesso a internet a coloro che vengano colti a scaricare materiale illegalmente.

### Inghilterra
In Inghilterra il Diritto d'autore ha origine grazie lo Statuto di Anna nel 1709 e si aggiorna per via del "Copyright, Designs and Patents Act" del 1988.
Le tipologie di opere/proprietà intellettuali e il tempo in cui queste risultano tutelate dal Diritto d'autore sono:
- 70 anni dopo la morte dell'autore per opere letterarie, drammatiche, musicali o artistiche;
- 70 anni dopo la data della prima pubblicazione per registrazioni sonore o films;
- 50 anni dopo la data di creazione per programmi broadcast o TV;
- 25 anni dopo la data di creazione per disposizioni tipografiche di opere già pubblicate.
- 125 anni dopo la data di creazione per lavori effettuati da funzionari della corona.

Figure in possesso di licenze educative "CLA" come i docenti scolastici possono effettuare copie di opere/proprietà intellettuali a fini didattici.
Le violazioni del Diritto d'autore vengono gestite dai tribunali civili e non da quelli criminali.

### Stati Uniti d'America
La fonte principale del diritto d'autore è il Copyright Act. Particolare rilevanza ha inoltre il cosiddetto fair use (traducibile in italiano, uso o utilizzo leale, equo o corretto), una clausola legislativa presente nella citata legge.
Nel 1952 venne creata a Ginevra la CUA, convenzione che avrebbe messo in contatto le due concezioni discordanti sul diritto d'Autore tra gli USA e la Convenzione di Berna (secondo la quale il diritto d'autore opera di default come l'opera viene creata).
Il ponte tra queste due linee giuridiche è costituito dall'adozione di una formalità minima soddisfatta la quale i cittadini stranieri ottengono la tutela anche negli stati aderenti. I requisiti saranno la presenza, sull'opera, del simbolo ©, del nome dell'autore e della data di creazione dell'opera stessa.
La legge obbliga il detentore dei diritti al deposito legale presso il Copyright Office a uso della Biblioteca del Congresso almeno due copie complete "della loro migliore edizione", entro tre mesi dalla data della loro prima pubblicazione negli Stati Uniti..

### Unione europea
Nella comunità europea prima e nell'Unione europea poi sono state emanate nel corso degli anni molte direttive riguardo al diritto d'autore:
- Direttiva 2009/24/CE[141]: relativa alla tutela giuridica dei programmi per il computer
- Direttiva 92/100/CE[142]: riguarda il diritto di noleggio, il diritto di prestito e alcuni diritti connessi al diritto d'autore in materia di proprietà intellettuale
- Direttiva 93/83/CE[143]: per il coordinamento di alcune norme in materia di diritto d'autore e diritti concessi applicabili alla radiodiffusione via satellite e alla ritrasmissione via cavo
- Direttiva 93/98/CE[144]: concernente l'armonizzazione della durata di protezione del diritto d'autore e di alcuni diritti connessi (in Italia prefissato su 70 anni dopo la morte dell'autore, per diritto europeo doveva mantenersi come minimo a 50 anni dopo la morte)
- Direttiva 96/9//UE[145]: relativa alla tutela giuridica delle banche dati
- Direttiva 98/71/CE[146]: riguarda la protezione giuridica dei disegni e dei modelli
- Direttiva 2001/29/CE: armonizzazione di alcuni aspetti del diritto d'autore e dei diritti connessi nella società dell'informazione contemporanea (riguarda soprattutto funzionamento del diritto d'autore sulle reti in ambiente digitale. Segue idealmente i trattati wipo ma modificati per conformarlo alla necessità)
- Direttiva 2001/84/CE: concerne il diritto d'autore di un'opera d'arte sulle successive vendite dell'originale
- Direttiva 2004/48/CE[147]: relativa al rispetto dei diritti di proprietà intellettuale
- Direttiva 2011/77/UE[148]: modifica la direttiva precedente riguardo alla durata di protezione del diritto d'autore e di alcuni diritti connessi
- Direttiva 2012/28/UE[149]: sugli utilizzi delle opere orfane (di cui non si riesce a risalire all'autore). Quindi o non si sa chi sia l'autore, o la società che ne aveva i diritti è fallita. Può capitare che non si sia di chi siano i diritti d'autore di una certa opera. In questo caso si può, adottando certe accortezze, ripubblicare quella determinata opera
- Direttiva 2014/26/UE[150]: relativa alla gestione collettiva dei diritti d'autore e dei diritti connessi, alla concessione di licenze multiterritoriali riguardanti i diritti su opere musicali utilizzate online nel mercato interno.
- Direttiva (UE) 2019/790 del Parlamento europeo e del Consiglio, del 17 aprile 2019, sul diritto d'autore e sui diritti connessi nel mercato unico digitale e che modifica le direttive 96/9/CE e 2001/29/CE.[151]

## Cronologia storica
Antica Greciariconosciuta paternità dell'opera: la figura di autore e quindi di attribuire una data opera a un personaggio specifico esisteva già ed è nata con i greci. Tuttavia per diritto d'autore intendiamo un insieme di regole ristrette e precise che ha un'origine e un'evoluzione precisa.
1455Nascita della stampa a caratteri mobili (viene quindi concesso il potere di esclusiva di stampa). L'invenzione della stampa a caratteri mobili da parte del tipografo tedesco Johann Gutenberg fu di estrema importanza.
XV secoloSistema dei Privilegi: Il tedesco Giovanni da Spira fu il primo a ricevere il privilegio nel 1469.
1710Statuto di Anna: È stato promulgato nel 1709 ed è entrato in vigore il 10 aprile 1710. Esso è generalmente considerato il primo statuto completo sul copyright.
1791Legge Le Chapelier: Abolisce le corporazioni, l'apprendistato, introduce un delitto di coalizione penalmente perseguibile. Il diritto d'autore vale fino a 5 anni dopo la morte dell'autore.
1793Legge Lakanal: Prolunga ai 10 anni dopo la morte la valenza del diritto d'autore.
1840Convenzione Austro-Sarda: Il diritto d'autore supera i confini statali.
1886Convenzione di Berna: Accordo internazionale che stabilisce per la prima volta il riconoscimento reciproco del diritto d'autore tra le nazioni aderenti.
1952Convenzione universale sul diritto d'autore a Ginevra: Introdotta come alternativa alla convenzione di Berna per gli stati che non vi aderivano.
1961Convenzione di Roma: Protezione degli artisti interpreti o esecutori, dei produttori di fonogrammi e degli organismi di radiodiffusione.
1994Accordo TRIPs: Fissa lo standard per la tutela della proprietà intellettuale.
1996
- WIPO Copyright Treaty (WCT)[152]
- WIPO Performances And Phonograms Treaty (WPPT)[153]

2013Trattato di Marrakech: Contiene eccezioni alla proprietà intellettuale per i testi destinati a persone con disabilità visiva.